# Magburaka
Magburaka – miasto w środkowym Sierra Leone, stolica dystryktu Tonkolili w Prowincji Północnej. Magburaka położona jest nad rzeką Rokel na skrzyżowaniu dróg wiodących z Freetown do Kabali i z Makeni do Koidu. 

## Ludność
Dominującą grupą etniczną są Temne. Zmiany liczby ludności na przestrzeni lat ukazuje poniższa tabelka:
| Rok  | Liczba ludności | Uwagi           |
| ---- | --------------- | --------------- |
| 1963 | 6371            | oficjalny spis  |
| 1974 | 10347           | oficjalny spis  |
| 1985 | 11006           | oficjalny spis  |
| 2007 | ok. 15000       | dane szacunkowe |

## Gospodarka
Miasto jest ośrodkiem handlu orzeszkami koli, oleju palmowego, ryżu o pomidorów.

## Infrastruktura
Obok zwykłych budynków administracyjnych stolicy dystryktu w mieście działa szpital i seminarium nauczycielskie.